# دهستان گزین
دهستان گزین، یکی از دهستان‌های بخش رغیوه شهرستان هفتکل در استان خوزستان ایران است. مرکز این دهستان، روستای گزین است.

## جمعیت
بر پایه سرشماری عمومی نفوس و مسکن در سال ۱۳۹۵، جمعیت دهستان گزین برابر با ۱٬۱۳۵ نفر بوده‌است.